# Мандатор
Мандатор, довіритель — у римському праві одна із сторін у договорі доручення (консенсуальному контракті), за яким одна особа (повірений, мандатарій) брала на себе зобов'язання виконати безоплатно на користь іншої особи (Д., мандатора) певні дії.
Довіритель — у сучасному праві суб'єкт інституту договірного представництва, одна із сторін у договорі доручення та у договорі довірчого товариства з довірителем майна.
Мандатор — посада. Походить від лат. mandatum.
те ж саме, що і мандаторій
- одна з найнижчих у Візантії
- у Речі Посполитій
- в Австрії до 1848 виконував поліційно-судові функції щодо кріпосних селян; утримувався поміщиком, затверджувався на посаду австрійською владою[3]

Сидір Воробкевич — автор комедії-оперетки «Пан мандатор».